# Fanny Lauzier
Fanny Lauzier, née le 31 octobre 1974 à Rimouski (Québec, Canada), est une actrice de télévision et de cinéma principalement connue pour son rôle de Daphné dans La Grenouille et la baleine (1987), un film réalisé par Jean-Claude Lord et produit par Rock Demers. Fanny Lauzier apparait dans une courte entrevue de MCBG le 29 novembre 2012 dans laquelle on apprend qu'elle est maintenant maman de quatre enfants. On y souligne également le 25e anniversaire du film La Grenouille et la baleine qui est passé à l'histoire et qui est maintenant reconnu comme étant un classique du cinéma québécois après avoir été traduit dans plusieurs langues dont l'anglais, l'italien, l'allemand, l'espagnol et le chinois.

## Cinéma
- 1987 : La Grenouille et la baleine de Jean-Claude Lord  : Daphné
- 1989 : Bye bye chaperon rouge de Márta Mészáros : Fanny
- 1994 : C'était le 12 du 12 et Chili avait les blues de Charles Binamé : La Puce
- 2002 : Station Nord de Jean-Claude Lord  : Une infirmière

## Télévision
- 1990 : Les Débrouillards (émission TV) : comédienne (1990-1995, 1996-1997, 1998-1999)
- 1991 : Watatatow (série TV) : Pénélope Breton
- 1992 : Scoop - 3 épisodes (série) : Laura thibaut
- 1994 : Craque la vie ! de Jean Beaudin (téléfilm) : Amélie April
- 1996 : Virginie (série TV) : Véronique Bernier
- 2006 : Nos étés (série TV) : Lina Dubé (5 épisodes)
- 2008 : Courte apparition dans le premier épisode de La Galère (rôle d'une infirmière)